# 黑森-達姆施塔特的弗蕾德里克
黑森-達姆施塔特的弗蕾德里克（德語：Friederike von Hessen-Darmstadt，1752年8月20日—1782年5月22日），梅克倫堡-施特雷利茨大公卡爾二世即位前的第一任妻子，兩人於1768年結婚。

## 子女
1. 夏洛特（1769年—1818年），薩克森-阿爾滕堡公爵夫人
2. 特蕾莎（1773年—1839年），圖恩和塔克西斯親王妃
3. 路易絲（1776年—1810年），普魯士王后
4. 弗蕾德里克（1778年—1841年），漢諾威王后
5. 格奧爾格（1779年—1860年），梅克倫堡-施特雷利茨大公